# Jean Adrien Brun
Pour les articles homonymes, voir Brun.
Jean Adrien Brun, né à Bordeaux le 2 Messidor an VIII (21 juin 1800) et mort le 20 février 1879 dans le 8e arrondissement de Paris, est un haut fonctionnaire français qui fut notamment préfet des Vosges, d'Indre-et-Loire et du Lot-et-Garonne. Il est également poète et traducteur.

## Biographie

### Famille
Jean Adrien Brun naît dans une famille de notables bordelaise. Son père Joseph-Thomas Brun est maire de Bordeaux de 1831 à 1838. À l'âge de 10 ans, il est envoyé au Collège de Vendôme où il a pour condisciple, Honoré de Balzac. Il quitte le collège pour entamer des études de droit puis devient avocat.
Adrien Brun épouse Suzanne Bonnaffé, petite-nièce de François Bonnaffé dont il a deux filles qui épouseront chacune un préfet, l'une Étienne Henri Garnier et l'autre le baron de Saint-Priest.

### Carrière
De 1830 à 1833, il occupe le poste de sous-préfet à Bazas. Il est ensuite préfet de Lot-et-Garonne de 1833 à 1839  et a sous ses ordres, à la préfecture de Nérac, Haussmann, le futur préfet de la Seine. Il est nommé en février 1839 à la tête de la préfecture des Vosges. Il occupe ce poste durant quatre mois seulement avant de redevenir préfet de Lot-et-Garonne jusqu'en 1848. À la suite de la pose de la première pierre du Pont d'Agen par le prince Ferdinand-Philippe d'Orléans en août 1839, le préfet Brun commande au peintre Joseph-Désiré Court un tableau pour commémorer l'évènement. Jean Adrien Brun est représenté à la droite du tableau en tenue de préfet.
De 1848 à 1850, il est préfet de la Meurthe. De 1850 à 1856, il est à Tours, préfet d'Indre-et-Loire où il a à gérer la prévention et les conséquences de l'inondation de 1856.

## Distinctions
- Commandeur de la Légion d'honneur[2].

## Sources
- Revue de l'Agenais, L'Hôtel de la préfecture d'Agen
- René Bargeton, Les Préfets du 11 ventôse an VIII au 4 septembre 1870 : répertoires nominatif et territorial, p. 141, éd. Archives Nationales, 1981
- Alain Jacquet, Un préfet, une crise, Jean Adrien Brun et l'inondation de 1856., Bulletin de la Société archéologique de Touraine, p. 217-224   , 2007 ,  ISSN  1153-2521
- Christiane Lamoussière, Patrick Laharie, Le Personnel de l'administration préfectorale, 1800-1880, vol. 1, éd. Centre historique des Archives nationales, 1998

## Œuvres
- Don Carlos infant d'Espagne, éd. Amiot, Paris, 1860.
- Sonnets, éd. Claye, 1875
- Nouveaux Sonnets, poésies diverses et traductions, éd. A. Quantin, 1878
- Le Sermon sur la montagne, évangile selon Saint Matthieu, chapitres V, VI et VII, Traduction en vers français, Paris, 1861
- L'Évangile araméen de l'apôtre Matthieu, Montauban , 1901
- Essai sur l'apôtre Pierre, sa vie, son œuvre, son enseignement, Montauban, J. Granié, 1905
- De quibusdam rebus ad solidaritatem pertinentibus. Theologica dissertatio quam... ad theologicam licentiam obtinendam, ed. J. Granié , 1905